# Sausvatn
Sausvatn est une localité du comté de Nordland, en Norvège.

## Géographie
Administrativement, Sausvatn fait partie de la kommune de Brønnøy.